# Megamasso
Megamasso (яп. メガマソ Мэгамасо) — японская инди-группа, которую относят к направлению Visual kei. Работает с лейблом NXSIE.

## История
Группу Megamasso создал Рёхэй, бывший гитарист группы Ayabie. Первый мини-альбом «Namida Neko» был выпущен 6 декабря 2006 года и поступил в продажу в сеть магазинов LIKE AN EDISON в Осаке, Токио и Нагое.
Megamasso дали свой первый живой концерт в Shibuya O-East через полтора месяца, 16 декабря. Позже его видеозапись распространялась на DVD под названием «Mega-star Tokyo». На концерте также были исполнены и песни из подготавлемого, второго мини-альбома «Kai no Mokutō no Zokuryō», выпущенном 24 января 2007 года. Вскоре коллектив покинул участник Юта, недовольный музыкальным стилем группы.

## Участники
Рёхэй
- гитара, Лидер
- Дата рождения: 27 марта 1983
- Предыдущий коллектив: Boukunkaigi, Hinawana, Ecchi, Ayabie

Индзарги
- вокал
- Дата рождения:
- Бывший исполнитель R&B

Го
- бас-гитара
- Дата рождения: 1 марта
- Предыдущий коллектив: Dali

### Бывшие участники
Юта (優太)
- барабаны
- Дата рождения: 2 июня
- Предыдущий коллектив: Ayabie (сессионный музыкант)

## Дискография

### Мини альбомы
- Namida Neko (涙猫) (6 декабря, 2006)
- Kai no Mokutō no Zokuryō (櫂の目塔の属領) (24 января, 2007)

### Альбомы
- Yuki Shitatari Hoshi (ゆきしたたりほし{通常盤}) (21 марта, 2007)
- Matataku Yoru (またたくよる) (21 октября, 2007)
- Untitled (BEST ALBUM) (タイトル未定) (19 марта, 2008)

### Синглы
- Hoshi Furi Machi Nite (星降町にて) (6 июня, 2007)
- LIPS (15 августа, 2007)
- Kiss me Chuchu (キスミイチュチュ) (20 февраля, 2008)
- Beautiful Girl (ビューティフルガール) (8 августа, 2008)
- white, white (24 сентября, 2008)
- BLESS (25 марта, 2009)

### DVD
- Mega-star Tokyo (21 февраля, 2007)
- lunch box M4 (18 июля, 2007)